# Trastorn del desenvolupament de la coordinació
El trastorn del desenvolupament de la coordinació (TDC), també anomenat dispràxia del desenvolupament o simplement dispràxia és un trastorn del neurodesenvolupament caracteritzat per problemes en la coordinació motora que afecta les activitats quotidianes i el rendiment acadèmic. Sovint els nens i nenes amb TDC són etiquetats com a "maldestres" o "descoordinats", i presenten dificultats en tasques que els nens amb un desenvolupament típic resolen amb facilitat.

## Simptomatologia

### Dèficit en habilitats motores
El dèficit en habilitats motores coordinades és el dèficit central del TDC. La coordinació motora està implicada en moltes tasques de la vida diària, com caminar, vestir-se, escriure o conduir, entre d'altres. Els seus moviments són defectuosos, tenen dificultats a mantenir una postura corporal adequada i són més propensos a patir caigudes.
Els nens petits amb TDC solen tenir retards per assolir fites evolutives motores, com gatejar, caminar o pedalejar. Així mateix, en edats més avançades, presenten lentitud o imprecisió en tasques com ara fer trencaclosques, escriure a mà o conduir.

### Altres dificultats i problemes associats
Malgrat que el dèficit principal es troba en la coordinació motora, les persones amb TDC presenten també dificultats en funcions relacionades, com ara les funcions executives, el rendiment matemàtic o les habilitats visomotores.
D'altra banda, les persones amb TDC sovint es mostren frustrats en ser conscients de la seva dificultat en comparació amb els iguals, i poden reaccionar amb agressivitat i mostrar problemes de conducta, ansietat o depressió. De la mateixa manera, tendeixen a realitzar poca activitat física al llarg de la vida, fet que condueix a problemes com l'obesitat o dificultats cardiovasculars.
En poques ocasions es diagnostica el TDC com a diagnòstic únic; la comorbiditat amb altres trastorns sembla la norma més que no pas l'excepció. Freqüentment el TDC es presenta conjuntament amb trastorns d'aprenentatge, TDAH o autisme.

## Causes
Diversos estudis han trobat diferències en l'activació cerebral de determinades àrees (principalment del còrtex prefrontal) dels nens amb TDC en comparació amb controls sans, per bé que els resultats encara no són concloents.

## Diagnòstic
El DSM-V inclou el TDC dins la categoria de trastorns del neurodesenvolupament, i estableix els següents criteris:
1. L'adquisició i execució d'habilitats motores coordinades està molt per sota del que esperable per l'edat cronològica de l'individu i nivell intel·lectual. Les dificultats es manifesten com malaptesa, així com lentitud i imprecisió en la realització d'habilitats motores.
2. El dèficit d'activitats motores interfereix de forma significativa i persistent amb les activitats de la vida quotidiana apropiades per l'edat cronològica i afecta la productivitat acadèmica / escolar, les activitats vocacionals, l'oci i el joc.
3. Els símptomes comencen a les primeres fases del període de desenvolupament.
4. Les deficiències de les habilitats motores no s'expliquen millor per la discapacitat intel·lectual o deterioraments visuals, i no es poden atribuir a una afecció neurològica que altera el moviment.

L'ICD-10 segueix els criteris diagnòstics anteriors, i l'anomena "trastorn específic del desenvolupament de la funció motora".

## Tractament
Actualment, no hi ha cap cura pel trastorn. Això no obstant, les teràpies basades en les tasques (en contraposició amb les basades en els processos), com ara les orientades en funcions corporals, les intervencions amb videojocs, o aquelles encaminades a millorar la forma física, semblen tenir efectes beneficiosos en persones amb TDC.

## Prevalença
Malgrat que el TDC no és un trastorn massa conegut, la prevalença és molt elevada, situant-se entre el 2 i el 7% de la població escolar dependent dels estudis.